# Microsoft Teams
Microsoft Teams — корпоративная платформа, объединяющая в рабочем пространстве чат, встречи, заметки и вложения. Разработана компанией Microsoft как конкурент популярного корпоративного решения Slack.

## История
Сервис представлен в ноябре 2016 года, одновременно стала доступна предварительная версия. Microsoft анонсировала Teams на специальном мероприятии в Нью-Йорке, планируя запустить сервис в начале 2017 года.
В марте 2019 года были представлены обновления, призванные сделать рабочие встречи более продуктивными и удобными.
Особую популярность программа получила с началом пандемии Covid-19 и связанным с ней переходом компаний и образовательных организаций на дистанционный режим.
Летом 2023 года Microsoft обновила бесплатную версию сервиса. В нём появились сообщества и возможность генерации картинок с помощью ИИ.
В октябре 2023 года вышла новая, полностью переработанная версия приложения, находившаяся с марта в режиме бета-тестирования. По информации Microsoft, она получилась намного производительнее своей предшественницы благодаря отказу от платформы Electron в пользу WebView2.

## Особенности
Microsoft Teams является частью пакета Office 365 и распространяется по корпоративной подписке. Кроме Office 365 также интегрирован со Skype, кроме того, есть возможность интеграции с приложениями сторонних разработчиков.

## Отношения со Slack
Slack дали полностраничную рекламу в New York Times, вероятно, увидев в Microsoft Teams конкурирующий продукт. Хотя Slack используют 28 компаний из Fortune 1000, The Verge пишет, что руководство запросит плату за сервис, если Teams предоставляет аналогичные функции в существующей подписке на Office 365 без дополнительной оплаты. ZDNet сообщили, что компании не конкурируют за одну и ту же аудиторию, так как Teams не позволяет присоединиться к платформе участникам без подписки, и малый бизнес и фрилансеры вряд ли перейдут на этот продукт. Microsoft планирует добавить эту функцию. В ответ на объявление Teams Slack углубил интеграцию со службами Google.